# Yoshi's Safari
Yoshi's Safari, noto in Giappone come Yoshi's Road Hunting (ヨッシーのロードハンティング?, Yosshī no Rōdo Hantingu), è uno sparatutto in prima persona della Nintendo, pubblicato nel 1993 per la console Super Nintendo Entertainment System. Il gioco si avvale della funzione hardware Mode 7 e supporta la pistola a raggi infrarossi Super Scope.

## Tema del gioco
I protagonisti sono Mario e Yoshi, e il loro compito è salvare King Fret e il figlio Prince Pine della Jewellery Land dalle grinfie di Bowser e dai Bowserotti.
Il gioco è eseguito dalla prospettiva di Mario, a cavallo di Yoshi. La testa di quest'ultimo è sempre visibile, ed ogni colpo infertogli provoca perdita di energia. Ogni volta che si spara ad un nemico con il Super Scope, questo perde anch'esso energia fino all'esaurimento, e poi dà solo un colpo per volta, almeno fino alla ricarica con un Fiore di Fuoco.
Yoshi's Safari richiama tecnicamente i platform tradizionali di Mario, e dà anche la possibilità di saltare per evitare ostacoli. In un livello possono esserci più bivi che conducono a diversi nemici, mini-boss o premi, anche se alla fine si raggiunge sempre la stessa meta, in cui ci si deve scontrare con un boss, che può essere un bowserotto di Bowser, la versione gigante di un nemico normale (come Big Magikoopa o Big Boo), o lo stesso Bowser armato di pistole e cannone ad energia.
Al termine del gioco può essere sbloccato, tramite codice, l'accesso ad un gioco più difficile. Qui cambiano colori e testi dei livelli, e i boss diventano più forti.

## Sviluppo
Nel febbraio 1992, Nintendo pubblicò il Super Scope, un successore del suo popolare NES Zapper per il Nintendo Entertainment System. Il management di Nintendo, resosi conto che l'importanza della periferica stava diminuendo, incaricò il Nintendo Research & Development No. 1 Department di sviluppare un gioco  di Mario con Super Scope, dato che il futuro della periferica dipendeva dalle prestazioni di questo gioco. Yoshi's Safari è stato il primo gioco Super Scope a utilizzare la modalità grafica Modo 7 di SNES, che creava l'impressione di computer grafica 3D e rendeva il gameplay maggiormente realistico.
Nintendo pubblicò Yoshi's Safari il 14 luglio 1993 in Giappone con il titolo Yoshi's Road Hunting e in Nord America il settembre successivo. Il titolo è stato poi reso disponibile nelle regioni PAL nel 1994, ma inizialmente non attirò molta attenzione. Il suo lancio in Nord America ha coinciso con la riedizione del popolare gioco arcade Mortal Kombat (1992), un gioco controverso per la sua violenza, per SNES e Sega Genesis. Secondo IGN, la decisione di Nintendo di ammorbidire il sangue e l'orrore nella versione SNES ha distolto l'attenzione del pubblico da Yoshi's Safari.